# Bishop Briggs
Pour les articles homonymes, voir Briggs.
Sarah Grace McLaughlin, alias Bishop Briggs, est une auteure-compositrice-interprète britannique.

## Biographie
Sarah Grace McLaughlin est née à Londres le 18 juillet 1992, fille de parents écossais de la ville de Bishopbriggs, qui lui a ensuite inspiré son nom de scène. À l'âge de quatre ans, elle a suivi sa famille qui a déménagé à Tokyo. Elle a chanté en public pour la première fois dans un bar de karaoké à Tokyo et a compris qu'elle souhaitait devenir interprète. Grandir avec les traditions des bars de karaoké de la ville et entendre de la musique allant des musiciens de la Motown aux The Beatles à la maison l'a également incitée à poursuivre sa carrière dans la musique. Elle a commencé à écrire ses propres chansons à l'âge de sept ans et les interprétait pour sa famille. Elle a déménagé à Hong Kong à l'âge de 10 ans, où elle a vécu jusqu'à l'âge de 18 ans. Elle a continué à pratiquer la musique tout au long de sa jeunesse, participant à de nombreux spectacles et spectacles d'artistes à l'école. Après avoir obtenu son diplôme à la Hong Kong International School, elle a déménagé à Los Angeles et a suivi des cours à l'université au Musicians Institute.

## Discographie

### Singles
| Titre                                                                                        | Année | Meilleurs Classements | Meilleurs Classements | Meilleurs Classements | Meilleurs Classements | Meilleurs Classements | Certifications  | Album              |
| Titre                                                                                        | Année | US Alt.               | US Rock               | US Rock Airplay       | CAN Rock              | SCO                   | Certifications  | Album              |
| -------------------------------------------------------------------------------------------- | ----- | --------------------- | --------------------- | --------------------- | --------------------- | --------------------- | --------------- | ------------------ |
| "Wild Horses"                                                                                | 2015  | —                     | —                     | —                     | —                     | —                     |                 | Bishop Briggs      |
| "River"                                                                                      | 2016  | 3                     | 10                    | 5                     | 12                    | 76                    | - RIAA: Platine | Bishop Briggs      |
| "The Way I Do"                                                                               | 2016  | —                     | —                     | —                     | —                     | —                     |                 | Bishop Briggs      |
| "Pray (Empty Gun)"                                                                           | 2016  | —                     | —                     | —                     | —                     | —                     |                 | Bishop Briggs      |
| "Be Your Love"                                                                               | 2016  | —                     | 39                    | —                     | —                     | —                     |                 | Bishop Briggs      |
| "Wild Horses" (re-release)                                                                   | 2016  | 17                    | 21                    | 30                    | 38                    | —                     |                 | Bishop Briggs      |
| "The Way I Do" (re-release)                                                                  | 2017  | —                     | —                     | —                     | —                     | —                     |                 | Bishop Briggs      |
| "Hi-Lo (Hollow)"                                                                             | 2017  | —                     | —                     | —                     | —                     | —                     |                 | Church of Scars    |
| "Dream"                                                                                      | 2017  | 25                    | 30                    | 41                    | 45                    | —                     |                 | Church of Scars    |
| "Never Tear Us Apart"                                                                        | 2018  | —                     | 18                    | —                     | —                     | —                     |                 | Fifty Shades Freed |
| "White Flag"                                                                                 | 2018  | 16                    | 25                    | —                     | —                     | —                     |                 | Church of Scars    |
| "Baby"                                                                                       | 2018  | 29                    | —                     | —                     | —                     | —                     |                 | Champion           |
| "Champion"                                                                                   | 2019  | 22                    | 20                    | —                     | 39                    | —                     |                 | Champion           |
| "Tattoed on My Heart"                                                                        | 2019  | —                     | —                     | —                     | —                     | —                     |                 | Champion           |
| "Jekyll & Hide"                                                                              | 2019  | —                     | 49                    | —                     | —                     | —                     |                 | Champion           |
| "—" désigne les éléments qui n'ont pas été publiés dans le pays ou qui n'ont pu être suivis. |       |                       |                       |                       |                       |                       |                 |                    |